# Gonçalo Carvalho
Pour les articles homonymes, voir Carvalho.
Matos Carvalho est un nom portugais ; le premier nom de famille (d'usage facultatif) est Matos et le second est Carvalho.
Gonçalo Henrique Matos Carvalho, né le 3 décembre 1997 à Coimbra, est un coureur cycliste portugais. Il est membre de l'équipe Tavfer-Mortágua-Ovos Matinados.

## Biographie
Chez les juniors, Gonçalo Carvalho se fait remarquer en étant l'un des meilleurs cyclistes portugais. Il réalise ensuite ses débuts espoirs au sein ddu club Anicolor en 2016. 
En 2018, il court au sein de l'équipe Miranda-Mortágua, qui évolue au niveau continental. Sous ses nouvelles couleurs, il termine troisième du classement du meilleur jeune au Tour du Portugal. L'année suivante, il redescend chez lez amateurs à l'UC Monaco
En 2020, il intègre la formation Radio Popular-Boavista. Dans une saison perturbée par la pandémie de Covid-19, il se distingue en finissant sixième et meilleur jeune du Grand Prix international de Torres Vedras. Il se classe également quatrième d'une étape du Tour du Portugal. 

## Palmarès et résultats

### Palmarès par année
- 2015
  - Challenge Principado de Asturias Junior :
    - Classement général
    - 1re étape

  - 2e du championnat du Portugal sur route juniors
- 2016
  - 2e étape du Grand Prix de Gondomar
  - Volta à Ilha da Madeira
  - 3e du Grand Prix de Gondomar

### Classements mondiaux
| Année                                 | 2016  | 2017 | 2018  | 2019 | 2020  | 2021  | 2022  | 2023  |
| ------------------------------------- | ----- | ---- | ----- | ---- | ----- | ----- | ----- | ----- |
| Classement mondial                    | 2405e | nc   | 2401e | nc   | 1293e | 2123e | 2511e | 1506e |
| UCI Europe Tour                       | 1601e | nc   | 1854e | nc   | 990e  | 1441e | 1535e | nc    |
|                                       |       |      |       |      |       |       |       |       |
| Légende : nc = non classéSource : UCI |       |      |       |      |       |       |       |       |